# Museo del Legado Americano
El Museo del Legado Americano de Tánger es un edificio en la medina de Tánger, Marruecos. Se trata de la primera propiedad pública estadounidense fuera de los Estados Unidos, que conmemora las relaciones diplomáticas culturales e históricas entre los Estados Unidos y el Reino de Marruecos. Ahora se llama oficialmente Tangier American Legation Institute for Moroccan Studies, y es un centro cultural, un museo y una biblioteca de investigación, concentrándose en estudios de la lengua árabe.
Gerald Loftus, un exfuncionario del Servicio Exterior de los EE. UU. asumió el cargo de director de la Legación Americana en 2010.
El museo tiene una sala dedicado al escritor estadounidense Paul Bowles. Por el centenario del nacimiento del escritor en 2010, recibió una donación de muebles, fotografías y documentos recopilados por Gloria Kirby, residente permanente de Tánger y amiga de Bowles. El director Gerarld Loftus se comunicó con instituciones culturales y notables expatriados de Tánger en 2014 para ampliar la colección existente, con un nuevo enfoque: Paul Bowles, el Compositor.

## Referencias

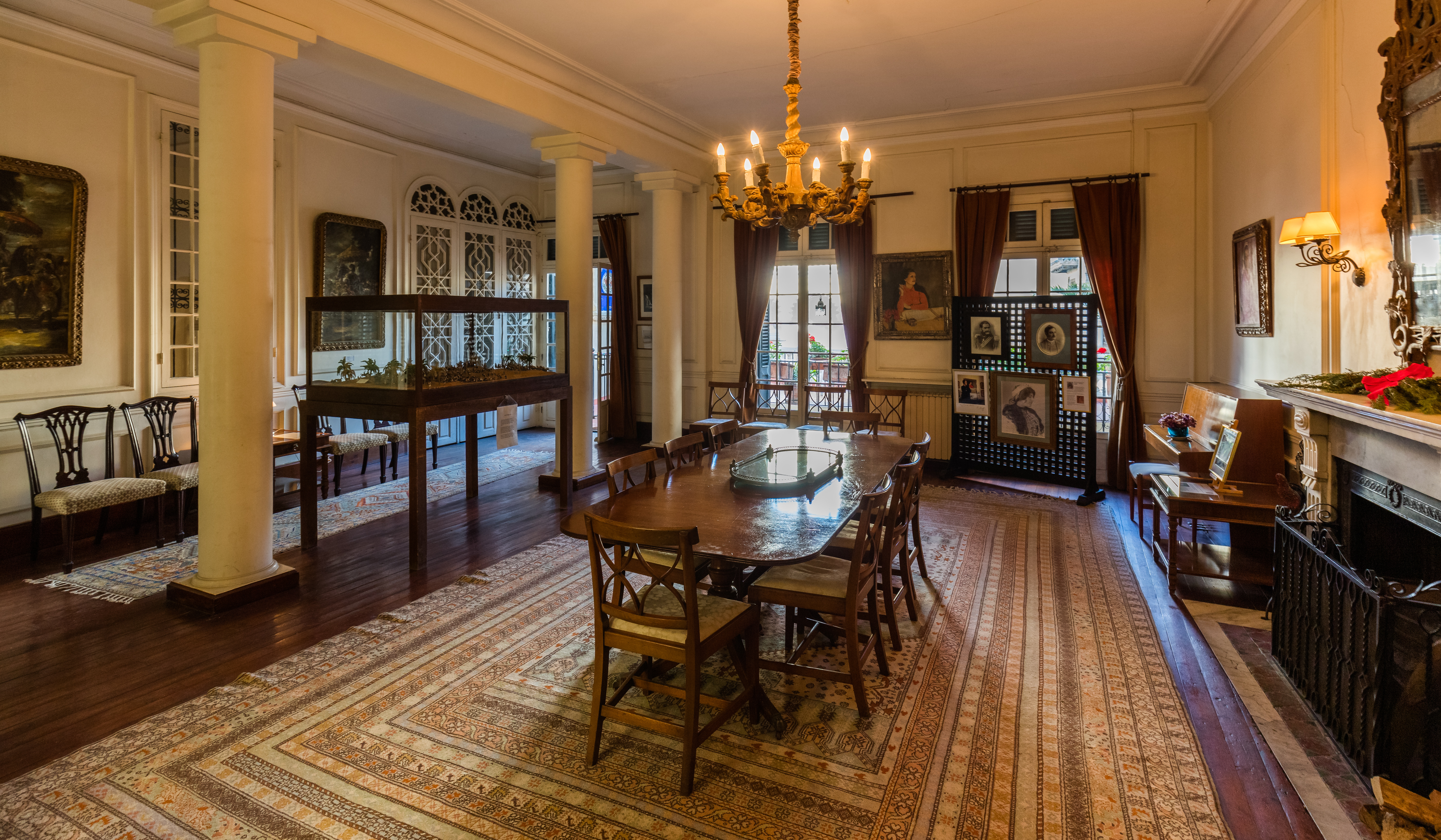
Sala de conferencias.